# Capitaine Paradis
Pour plus de détails, voir Fiche technique et Distribution.
Capitaine Paradis (The Captain's Paradise) est un  film britannique réalisé par Anthony Kimmins, sorti en 1953.

## Synopsis
Au début des années 1950, au nord du Maroc (alors sous protectorat espagnol), Henry Saint James est amené devant un peloton d'exécution. Alors que les soldats se préparent à tirer, se déroule un long flashback.
Henry St. James est le capitaine d'un ferry qui fait la navette entre Gibraltar et Ceuta. À Gibraltar, réside Maud, sa femme, une personne posée et raisonnable. À Ceuta, réside Nita, sa maîtresse, au tempérament fougueux. Tout se passe bien pendant des années, car il est sûr que Nita ne peut entrer à Gibraltar et qu'il n'y a donc aucune chance que les deux femmes se rencontrent. Mais lorsque ses enfants sont envoyés suivre des études en Angleterre, Maud décide de vivre une vie moins calme, alors que d'un autre côté Nita se verrait bien vivre tranquillement avec Henry. Tout va basculer lorsque Nita tue son amant Absalom et que Henry va se dénoncer pour ce crime.
Le peloton tire, mais sur l'officier qui le commande, et Henry s'en va après avoir payé les soldats.

## Fiche technique
- Titre original : The Captain's Paradise
- Titre français : Capitaine Paradis
- Réalisateur : Anthony Kimmins
- Scénariste : Alec Coppel et Nicholas Phipps d'après une histoire d'Alec Coppel
- Direction artistique : Paul Sheriff
- Costumes : Julia Squire
- Chorégraphie : Tutte Lemkow
- Photographie : Edward Scaife
- Son : John Cox
- Musique originale : Malcolm Arnold
- Montage : Gerald Turney-Smith
- Production : Anthony Kimmins
- Société de production : London Film Productions, British Lion Film Corporation
- Sociétés de distribution :  British Lion Film Corporation ;  Lopert Pictures Corporation
- Pays d'origine :  Royaume-Uni
- Genre : Comédie
- Langue : anglais
- Format : Noir et blanc - 35 mm - 1,37:1 - Son : Mono (Western Electric Recording)
- Durée : 94 minutes
- Dates de sortie : 
  - Royaume-Uni : 9 juin 1953
  - États-Unis : 28 septembre 1953
  - France : 30 décembre 1953

## Distribution
- Alec Guinness : Capitaine Henry St. James
- Yvonne De Carlo : Nita
- Celia Johnson : Maud
- Charles Goldner : Carlos Ricco, son second
- Miles Malleson : Lawrence St. James
- Walter Crisham : Bob
- Nicholas Phipps : Le Major
- Bill Fraser : Absalom
- Ferdy Mayne : Le Cheikh
- Sebastian Cabot : Ali
- Peter Bull : Commandant de peloton d'exécution
- Claudia Grey : Susan Dailey
- Ann Hefferman : Daphne Bligh
- Arthur Gomez : Chef steward
- George Benson : M. Salmon
- Ambrosine Phillpotts : Marjorie
- Tutte Lemkow : le premier danseur
- Roger Delgado : Kalikan policeman